# Østerlars-Gudhjem Skole
Østerlars-Gudhjem Skole, i starten Østerlars skole og derefter Østerlars-Gudhjem Kommuneskole indtil kommunesammenlægningen på Bornholm, er en offentligt drevet folkeskole i Østerlars med et spor fra 0. til 6. klasse samt ungdomsskole med fritidsordning. Tidligere havde skolen også 7. klasse. Skolen ligger på Stavsdalsvej 30 ved den vestlige bygrænse af Østerlars. Skolen har 127 elever og 9 lærere fordelt fra 0. til 6. klasse (pr. 8 september 2005).

## Historie
Skolen blev indviet som hovedskole i 1908 og havde dengang kun fem eller seks klasselokaler samt førstelærerbolig og lærerindebolig.
Østerlars-Gudhjem Skole med nuværende bygninger blev tegnet af civilingeniør J. Klindt-Jensen og indviet i 1968. Den gamle skolebygning og nybygningerne tilsammen rummede faglokaler og plads til 300 elever. Desuden byggede man på den modsatte side af skolegården tre lærerboliger samt overdækket cykelparkering. Lærerboligerne er i dag inddraget i skolebrugen, således at skolefritidsordningen har den ene, mens ungdomsskolen benytter de to andre boliger til klub. Ungdomsskolen har inddraget den oprindelige cykelstald til motorværksted.
Klasselokalerne er blevet asbestsaneret i 1980'erne.